# Dobre życie (album)
Dobre życie – pierwszy studyjny album polskiego rapera o pseudonimie artystycznym Rudy MRW. Został wydany 30 maja 2005 roku nakładem wytwórni Syndykat Dźwięku. Gościnnie wystąpili między innymi Pih, Proceente, 1z2 czy WdoWa.

## Lista utworów
Źródło.
1. "Dobre Życie"
2. "Głośniej" (gościnnie: Sylwia)
3. "Zdejmij To" (gościnnie: WdoWa)
4. "Nocny Rajd" (gościnnie: Nais)
5. "Ona To Ma"
6. "Chlamy" (gościnnie: Pih, Proceente)
7. "Co Innego" (gościnnie: 1z2)
8. "To Dla Ciebie"
9. "Z.I.O.M." (gościnnie: Sylwia)
10. "Chodź I Weź To" (gościnnie: WdoWa)
11. "Ej Ty"
12. "Chcę To Mieć"
13. "Tak Często" (gościnnie: Nais)